# Ulandsfrivillig
|  | Denne artikel er oprettet af botten PalnaBot ud fra en ekstern database. Den kan derfor have sproglige fejl eller mangler. Denne skabelon kan fjernes efter kontrol af indholdet. |

Ulandsfrivillig er en dokumentarfilm instrueret af Ole Gammeltoft efter manuskript af Ole Gammeltoft.

## Handling
Filmen viser proceduren til udvælgelse af ulandsfrivillige. Det sker bl.a. ved samtale med psykologen Sten Hegeler. Fire frivillige udsendte interviewes: en lærer i Kenya, en sygeplejerske i Tanzania, en landmand i Kenya og en ingeniør i Tanzania. Gennem interviewene belyser filmen dels de lokale forhold, dels hvordan ulandshjælpen fungerer. Der er stof til diskussion om arbejdets mål og metoder.